# Знаци болести
Знаци болести, објективни знаци болести, су промене које се јављају са настанком болести, и које може да запази сам болесник или његова околина, а које утврђује лекар при прегледу болесника или ветеринар при прегледу животиње. На пример, знак може бити виша или нижа температура од нормалне, повишени или снижени крвни притисак или абнормалност која се показује на медицинском снимку. Симптом је нешто необично што појединац искуси, попут осећања грознице, главобоље или другог бола или болова у телу.
Медицински знак је објективна индикација болести, повреде или абнормалног физиолошког стања које се може открити током физичког прегледа. Ови знакови су видљиви или се могу уочити на други начин, попут осипа или модрице. Медицински знаци помажу у постизању тачне дијагнозе. Примери знакова укључују повишен крвни притисак, деформисање ноктију на рукама или ногама, тетурајући ход и арцус сенилис и арцус јувенилис очију. Знак се разликује од индикације која је специфичан разлог за коришћење одређеног третмана. Симптом је нешто што се осећа или доживљава, попут бола или вртоглавице. Знакови и симптоми се међусобно не искључују, на пример, субјективни осећај врућице може се забележити као знак употребом термометра који региструје велика очитавања.
Знаци и симптоми су често неспецифични, али неке комбинације могу наговештавати одређене дијагнозе, помажући да се сузи оно што може бити погрешно. Одређени скуп карактеристичних знакова и симптома који могу бити повезани са поремећајем познат је као синдром. У случајевима када је основни узрок познат, синдром се именује као на пример Даунов синдром и Нунанов синдром. Остали синдроми попут акутног коронарног синдрома могу имати бројне могуће узроке.
У другим случајевима када су познати као кардинални знаци и симптоми, они су специфични чак и до те мере да су патогномонични. Кардинални знак или кардинални симптом такође се може односити на главни знак или симптом болести. Ненормални рефлекси могу указивати на проблеме са нервним системом. Знаци и симптоми се такође примењују на физиолошка стања ван контекста болести, на пример када се односе на знакове и симптоме трудноће или симптоме дехидрације. Понекад болест може бити присутна без икаквих знакова или симптома када је позната као асимптоматска.. Поремећај се може открити тестовима који укључују скенирање. Инфекција може бити асимптоматска и још увек може бити преносива.

## Знак симптом и синдром болести

#### Знак болести
У хуманој медицини и ветерини, „знак“ или скуп позитивних или негативних знакова је објективна манифестација болести, идентификована од стране лекара (или ветеринара) у току консултације или преглед појединца-животиње (или групе лекара-ветеринара), али могу бити уочени и од самог болесника (власника животиње) или његове околине, што умногоме зависи од нивоа образовања и здравствене просвећености тих особа. Знак је било који објективан доказ болести (нпр. оток, жутица или гинекомастија су клинички знаци које лекар-ветеринар може уочити током прегледа, али и након одређених дијагностичких процедура, или крв у столици је знак болести, то може препознати пацијент, лекар, медицинска сестра, ветеринар или неко други). Знак може бити и нормална појава без патолошког значаја.

#### Симптом болести
За разлику од знака, у хуманој медицини, симптом, је субјективан опис тегоба које болесник доживљава у израженом степену, и болесници га користи да опише своје тегобе лекару. То је нешто што само болесник може да осећа и да опише. Интерпретација симптома, је зато често различита код различитих особа што зависи од начина на који болесници доживљавају тегобе, али и од нивоа њиховог личног образовања и здравствене просвећености. Бол, стеногардија (тегобе иза грудне кости), малаксалост, зујање у ушима итд., су симптоми, који могу на различити начин бити описани од болесника. Понекад могу и свесно бити потенцирани („преувеличани“)од стране пацијената у циљу остварења секундарне добити.

#### Синдром болести
Синдром је у медицини, и клиничкој психологији, скуп два или више, међусобно повезаних симптома који чине једну јединствену нозолошку целину неке болести (нпр. анксиозно-депресивни синдром, параноидни синдром, Корсаковљев синдром)

## Подела знакова болести
Неки знаци болести су општи, а други више или мање специфични.

#### Општи знаци болести
То су најчешће повишена телесна температура, смањена телесна тежина, знојење, оток (едем) итд. Они су веома чести код многих болести, па њихова појава не указује на обољење конкретног органа и не упућује на одрееђену болест. На пример, отоци су знак болести само неких органа. Они се јављају код болести срца, бубрега, крвних судова, јетре, поремећаја исхране, повреда итд, и зато њихова појава захтева допунска испитивања наведених органа, да би се поставили дијагноза болести која их је изазвала.

#### Специфични знаци болести
Присутни су само код болести одређених органа и у одређеним болестима. Они јасно указују који је орган оболео и од које полести.
На пример жутица (пребојеност коже жутом бојом) је објективни знак који се јавља због повећане концентрације жучних боја у крви и присутна је код болесника са хемолитичком жутицом, са обољењима јетре или опструкцијом (препреком) у жучним путевима. Према томе жутица је специфичан знак у односу на појаву температуреили отока (едем)

## Врсте знакова болести
У хуманој и ветеринарској медицини, знаци болести према врсти и закључку који се може донети на основу њиховог присуства могу бити;,,

#### Прогностички знаци болести
То су знаци који указују на тренутно стање и могући исход насталих промена (болести) у организму болесника (односно, указују на болест пре него што се потврди дијагноза болести). Прогностички знаци увек указују на будући развој болести. 

#### Анамнестички знаци болести
Знаци који (узимајући у обзир тренутно стање у организму болесника), указују да је у прошлости код болесника постојало одређено обољење са истим знацима. Анамнестички знаци увек указују да је било појаве садашњих знакова болести и у блиској или далекој прошлости. 

#### Дијагностички знаци болести
То су објективни занци болести добијени као резултат клиничког испитивања, и служе за јасно постављање дијагнозе болести.

#### Патогномонични  знаци болести
Посебно карактеристични знаци болести, присутни код само одређених болести, и ван сваке сумње, доказују да је та болест присутна. Морфолошки патогномични знаци су релативно ретки.

## Галерија
- Неки од знакова болести
- Оток очног капка
- Плаветнило коже (цијаноза)
- Жутица
- Гинекомастија

## Азбучна листа знакова болести

#### А, Б, В
Абразија •
Аденопатија •
Анасарка •
Анозогнозија •
Алопеција •
Аменореја •
Ангиом •
Ануриа •
Афазија •
Афазија-Брокова •
Афазија-Верникеова •
Апнеја •
Апраксија •
Арефлексија •
Астенија •
Атаксија •
Бабински (знак) •
Брадикардија •
Брадипнеја •
Бружински (тест) •
Бружински (знак) •
Була (мехурић) •
Бубуљица •
Вртоглавица •

#### Г, Д, Ђ
Гушавост •
Галоп срца •
Гојазност •
Грозница •
Гинекомастија •
Дермоабразија •
Дикс-Халпикеов (знак) •
Диуреза (тест) •
Диспнеја •
Дизартрија •
Дисфазија •
Диспраксија •

#### Е, Ж, З
Едем •
Ехолалија •
Ендофталмија •
Ерозија •
Еритем •
Егзофталмус •
Жутица •

#### И, Ј, К, Л
Исцрпљеност •
Кашаљ •
Кернигов (знак) •
Клонулост •
Ксантома •
Крвни притисак •
Ксантелазма •
Ксеродерма •

#### М, Н, Њ
Ласегуов (знак) •
Логореја •
Макроглосија •
Мехурић •
Макула •
Менингизмус •
Менингеални знаци •
Марфијев (знак) •
Мусетов (знак) •
Мутавост •
Мидријаза •
Миоза •
Микседем •
Некроза •
Негативизам •
Нозофобија •
Нистагмус •

#### О, П, Р, С, Т
Папула •
Повраћање •
Пулс •
Пурпура •
Психомоторна успореност •
Рефлекси •
Ромбергов (знак) •
Раселов (знак) •
Расцеп •
Испљувак •
Спленомегалија •
Стрије •
Тахикардија •
Тахипнеја •
Тежина •
Тик •
Траубеов (знак) •
Тремор •

#### Ћ, У, Х, Ф, Ц, Ч, Џ, Ш
Улцерације •
Халуцинације •
Хемианопсија •
Хепатомегалија •
Хирутизам •
Хиперактивност •
Хиперамнезија •
Хиперрефлексија •
Хипертензија •
Кахексија •
Квостеков (знак) •
Клонулост •
Курвоазије-теријеров (знак) •
Крепитације •
Цијаноза •
Чворић •

## Историја

### Симптоматологија
Симптом (из грчког σύμπτωμα, „несрећа, незгода, оно што се задеси“, из συμπίπτω, „Ја падам“, из συν- „заједно, са“ и πίπτω, „падам“) одступање је од нормалне функције или осећањa. Симптоматологија (такође названа семиологија) грана je медицине која се бави знацима и симптомима болести. Ова студија такође укључује индикације болести. Она је први пут описана као семиотика у раду Хенрија Стаба 1670. године. Овај термин се сада користи за проучавање знаковне комуникације.
Пре деветнаестог века потојало је мало разлике у моћима посматрања између лекара и пацијента. Већина медицинске праксе спроведена је као коопереативна интеракција између лекара и пацијента; ово је постепено замењено „монолитним консензусом мишљења наметнутим из заједнице медицинских истражитеља“. Иако су обе стране уочаавале приближно исте ствари, лекар је имао информисаније тумачење тих ствари: „лекари су знали шта су налази значили, а лаик није“.‍:82

### Развој медицинског тестирања
Одређени напредак уведен углавном у 19. веку омогућио је лекару објективнију процену у потрази за дијагнозом и мању потребу за уносом података од пацијента. Током 20. века увођење широког спектра техника снимања имало је огроман утицај на дијагностичке могућности. Остали развоји на пољу генетике, медицинске биохемије и молекуларне дијагностике такође су играли значајне улоге.